# Anna Egeberg
Anna Egeberg (Oslo, 19 augustus 1843 – 22 mei 1914) was een Noors componiste.
Anna Sophie Egeberg werd geboren binnen het gezin van arts Christian August Egeberg (1809-1874) en Jeannette Marie Broch (1918-1904). Haar broer Theodor Christian Egeberg (1847-1915) was eveneens arts, zuster Betty Egeberg was pianiste voordat ze in het huwelijksbootje stapte. Ze was lang zo bekend niet als haar tante Fredrikke Egeberg. Volgens de necrologie in de Aftenposten van 23 mei 1914 had ze een innemend karakter, was muzikaal begaafd en had een brede interesse in kunst en literatuur. Ze heeft enkele composities op haar naam staan, waaronder liederen op tekst van Theodor Kjerulf. Anna Egeberg trouwde zelf niet en stond haar moeder bij in de laatste levensjaren.
Een deel van haar nalatenschap ging naar het orkest van het Nationaltheatret.
Werken:
- Fire klaverstykker (1.Springdands, 2/3.I folketone, 4.Tarantelle)
- Fem sange (1.Skogen, 2.Vinden vister, 3. Ungbirken, 4. Fjeldelven, 5. Polka)
- Tre sange met tydsk text med klaverledsagelse (1.Wasserfluth, 2. Winterlied, 3. Der Abendwind)

De familie is begraven in een familiegraf in Oslo.
- Virtual International Authority File: 7145971376332330684